# Arthur Pope
Arthur Upham Pope (Phenix, 7 febbraio 1881 – Shiraz, 3 settembre 1969) è riconosciuto come un pioniere esperto sull'arte persiana/iraniana, curatore di un'autorevole edizione del libro Survey of Persian Art. Fu docente di filosofia ed estetica, archeologo, fotografo, attivista politico, pianificatore e direttore museale, pianista, progettista d'interni e fondatore di un'organizzazione internazionale di studiosi.

## Biografia
Originario di Phenix (Rhode Island), si laurea nella Worcester Academy nel 1899 e si specializza nell'arte persiana. Proseguì gli studi all'Università Brown concludendoli nel 1904. Nel 1920 sposa la compagna Phyllis Ackerman, anch'essa storica dell'arte persiana. 
Nel 1923 Pope viene nominato direttore del California Palace of the Legion of Honor, due anni dopo raggiunge l'Iran per completare delle ricerche e lì lavorerà per il governo iraniano come esperto d'arte. A ciò seguiranno numerosi viaggi e incarichi in Persia di notevole importanza, fino alla presidenza dell'associazione internazionale per le arti persiane nel 1960.
Nel 1964, durante una visita di Stato in Iran, il professor Pope e sua moglie furono invitati a trasformare l'Asia Institute di Shiraz in un nuovo ente indipendente: a seguito di questa offerta i coniugi si stabilirono permanentemente in Iran, nel 1966.
Oggi la città di Isfahan ricorda il Professor Arthur Pope con un mausoleo e un parco a lui dedicati.